# Dausara chiangmai
Dausara chiangmai: là một loài bướm đêm trong họ Crambidae.